# 熊本交通センタープラザ
熊本交通センタープラザ（くまもとこうつうセンタープラザ）は、熊本県熊本市中央区桜町の熊本交通センター地下にあった熊本県内唯一の地下街。通称「センタープラザ」。

## 概要
旧・熊本県庁跡地の再開発事業として建設された1969年（昭和44年）3月5日に開業した「熊本交通センター」の一部である「名店街」として開業した。
開業時には九州随一の規模の地下街であった。
岩田屋伊勢丹ショッピングセンター（後の県民百貨店）の開業に合わせて、1973年（昭和48年）10月20日に「熊本交通センタープラザ」として新装開業した。
1994年（平成6年）に現在の館内に改装された。
「熊本交通センター」の一部であることから、県民百貨店のデパ地下と直結しているほか、至る所にバス乗り場への連絡階段が存在する。また、サンロード新市街から周辺施設を結ぶ地下通路がある。
こうした公共交通での利便性の高さもあり、高齢者などの交通弱者の利用も比較的多かった。
「観音の泉」前の広場はコンサートなどが行われたほか、待ち合わせ場所としても親しまれた。
しかし、九州産交主導による桜町再開発に伴って施設が解体されることになり、2015年（平成27年）3月31日に閉店となった。
なお、閉店時には衣料品店や飲食店など66店舗となっていたが、このうち開業時から最後まで営業したのは112店舗であった。
2015年（平成27年）3月31日午後7時に閉店となった後、「観音の泉」前の広場で閉店のセレモニーが行われ、その歴史に終止符を打った。
また、当施設や当店に隣接して同様に再開発で閉鎖される県民百貨店に出店していたテナントの一部は、「桜町地区テナント会」を作り、代替店舗の提供などを熊本市や九州産交グループに求めて働き掛けたが、芳しい答えは引き出せなかった。

### 跡地周辺の再開発
当店跡地の再開発の中核施設の名称は2015年（平成27年）1月25日に「熊本城ホール」とすることが発表され、同年5月1日に熊本市が「九州産交ホールディングス」に対して再開発事業の施行の認可を出した。新施設の工事は着々と進み、早ければ2019年9月にも竣工・落成予定。新施設は、バスターミナルをはじめ、商業施設、公益施設（ホール）、ホテル、マンション、バンケット、シネマコンプレックスなど、多様な用途が一体となった複合施設となる。完成に先駆け、2019年4月、新施設の総称は「SAKURA MACHI Kumamoto」に決定した。同時に新バスターミナルも供用開始時には「熊本桜町バスターミナル」に名称が変更される予定である。

## 施設構成など
インフォメーションでは、宝くじやたばこ、熊本県内外のコンサートやイベントなどのチケット販売を行っていた。

## ロゴと名称について
広告などでは、昔は「熊本センタープラザ」という名称を使用していた。当時は文字のロゴで「Center」と「Plaza」の頭文字を組み合わせたシンボルマークも存在していた。
平成になってリニューアルオープン以降は、ロゴがアルファベット表記に変わり、「センタープラザ」という名称を使用している。

## センタープラザの歌
センタープラザCMに使われたセンタープラザの歌は、熊本市民ないし熊本県民ほとんどが耳に残っているほど親しまれている。
当時CM放映は短期間（1973年（昭和48年）しか無かったものの好評で、センタープラザの歌を5分おきくらいに館内で放送された。
なお、当歌は、2008年（平成20年）7月31日放送の秘密のケンミンSHOWでも取り上げた。
当施設の閉鎖後も「センタープラザホームページ」で当面の間視聴でき状態を維持するとされている。2017年にはNHKの番組「LIFE！人生に捧げるコント」が出演者の地元である熊本で収録。その際にコントの中で同曲が「熊本では老若男女誰でも知っている歌」として登場した。

## イメージキャラクター
2009年（平成21年）には40周年を記念し、地元出身タレント・スザンヌの妹、マーガリンと母のキャサリンが起用された。